# Jean Pierre Grateloup
Jean-Pierre Sylvestre de Grateloup (1782 — 1862) foi um médico e naturalista francês.